# سه تفنگدار
سه تفنگدار (به فرانسه: Les Trois Mousquetaires)، رمانی است اثر نویسنده فرانسوی الکساندر دوما (به انگلیسی: Alexandre Dumas)؛ این رمان تاریخی با شعار «همه برای یکی، یکی برای همه» به شهرت رسید. دوما در کتاب به قهرمانی‌ها و دلاوری‌های سه تن از تفنگداران پادشاه لوئی سیزدهم به نام‌های آتوس، پورتوس، آرامئیس و نیز جوانی دلیر و باهوش به نام دارتانیان که پس از کش‌وقوس‌های فراوان میان‌شان، در نهایت پیمان برادری و دوستی را با یکدیگر می‌بندند؛ شرح می‌دهد. این چهار نفر در همه مهالک و مخاطرات با یکدیگر همراه بودند. الکساندر دوما در این رمان اشخاص، زندگی و تاریخ قسمتی کوچک از تاریخ فرانسه را با مهارتی ویژه به خوانندگان نشان می‌دهد.
فیلم‌هایی که از این رمان ساخته شده در سبکی قرار می‌گیرد که در فیلم‌سازی به آن فیلم شمشیربه‌دستان گفته می‌شود. بسیاری از رمان های تاریخی ماجراجویی او در ابتدا به صورت سریال منتشر شدند که از آن جمله می توان به کنت مونت کریستو و سه تفنگدار اشاره کرد. رمان های او از زمان اقتباس شده‌اند.

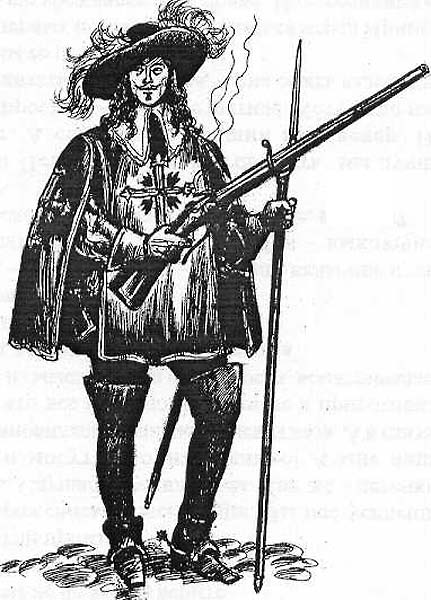
یک تفنگدار

## تاریخچه رمان

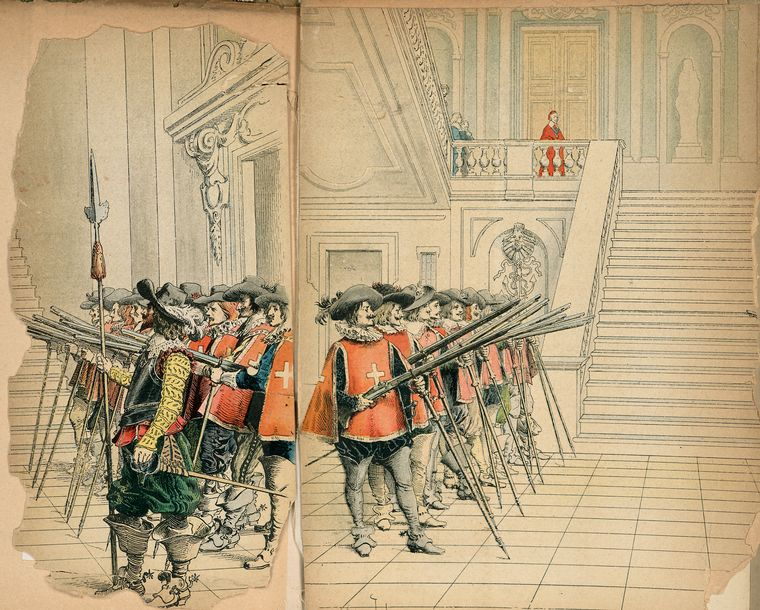
نگهبانان کاردینال ریشلیو.

سه تفنگدار در سال ۱۸۴۴ میلادی (قرن ۱۹) به صورت دنباله‌دار در یکی از مجلات فرانسوی منتشر شد. نخستین بار این کتاب توسط محمد طاهر میرزا قاجار (محمد طاهر میرزا اسکندری طاب ثراه) در زمان سلطنت ناصرالدین شاه قاجار به فارسی ترجمه شد و به صورت چاپ سنگی منتشر شد. در سال‌های بعد، ترجمهٔ جدیدی از کتاب، توسط ذبیح‌الله منصوری صورت گرفته. این ترجمه در ده جلد قطع وزیری توسط شرکت انتشارات امیرکبیر منتشر شده‌ است. این کتاب نیز مانند دیگر آثار ترجمه شده توسط ذبیح الله منصوری همراه افزوده‌هایی از مترجم است که باعث افزایش حجم و طولانی شدن رمان که نخست به عنوان پاورقی منتشر می‌شده، شده است. 
علاوه بر این ترجمه‌های روزآمد و وفادارانه‌‌تری توسط مترجمان دیگری منتشر شده است.

## نکته ای دربارهٔ ترجمه
البته باید توجه کنیم که آشنایی محمد طاهر میرزا قاجار با زبان فرانسه کتابی بوده ‌است و در ترجمه کتاب اشتباهاتی هم به چشم می‌خورد. به عنوان نمونه، در فصل سی و پنجم آتوس درباره انگشتر یاقوت می‌گوید که مادربزرگش انگشتر را به مادرش و او آن را به وی داده ولی در فصل سی و هشتم آتوس دربارهٔ همان انگشتر می‌گوید انگشتر را پدرش به مبلغی خریده و شب عروسی به مادرش هدیه داده‌‌بود. نکته دیگر دربارهٔ ترجمه این کتاب اینکه نام‌های قهرمانان با نام‌های امروزی متفاوت است.

## اقتباس‌ها

### فیلم
- سه تفنگدار (۱۹۲۱)، اقتباس فیلم صامت با بازی داگلاس فربنکس.
- سه تفنگدار (۱۹۳۹)، یک اقتباس کمدی موزیکال با بازی دان آمچی و برادران ریتز.
- سه تفنگدار (۱۹۴۸)، اقتباسی با بازی وان هفلین، لانا ترنر، جون آلیسون، آنجلا لنسبوری، وینسنت پرایس و جین کلی.
- سه تفنگدار (۱۹۷۳)، اقتباسی از ریچارد لستر با بازی الیور رید، فرانک فینلی، ریچارد چمبرلین و مایکل یورک. این تنها نیمه اول رمان دوما بود و بقیه در سال بعد در چهار تفنگدار ظاهر شدند.
- دارتانیان و سه تفنگدار (۱۹۷۸)، یک موزیکال محبوب شوروی با حضور میخائیل بویارسکی
- سه تفنگدرا (۱۹۹۳)، اقتباسی توسط دیزنی در سال ۱۹۹۳ با بازی چارلی شین، کیفر ساترلند، الیور پلات و کریس اودانل.
- تفنگدار (۲۰۰۱)، اقتباسی به کارگردانی پیتر هایمز با نقش آفرینی جاستین چیمبرز، تیم راث، استیون ری و کاترین دنو.
- سه تفنگدار (۲۰۱۱)، به کارگردانی پل دبلیو. اس. اندرسون و با بازی لوک ایوانز، ری استیونسون و میلا یوویچ.
- سه تفنگدار: دارتانیان (۲۰۲۳)، یک حماسۀ دو قسمتی فیلم ماجراجویی فرانسوی با بازی فرانسوا سیویل، وینسنت کسل، پیو مارمای، رومن دوریس و اوا گیل گرین.